# Лати (снаряжение за ветрила)
Лати – ленти-пластини от гъвкав материал, поддържащи формата на ветрилата. Могат да се изготовят от стъклоплатстик или въглеродни композити. Все по-рядко днес за направата им се използва дърво.
Поставят се в латните джобове на ветрилата, като правило, на грота на яхтата, или на крилото на ветроходната дъска. По необходимост, могат да минават през цялото ветрило или да са с неголяма дължина за поддържането на формата на задната шкаторина.
|  | Тази страница частично или изцяло представлява превод на страницата „Латы (часть снаряжения судна)“ в Уикипедия на руски. Оригиналният текст, както и този превод, са защитени от Лиценза „Криейтив Комънс – Признание – Споделяне на споделеното“, а за съдържание, създадено преди юни 2009 година – от Лиценза за свободна документация на ГНУ. Прегледайте историята на редакциите на оригиналната страница, както и на преводната страница, за да видите списъка на съавторите. ВАЖНО: Този шаблон се отнася единствено до авторските права върху съдържанието на статията. Добавянето му не отменя изискването да се посочват конкретни източници на твърденията, които да бъдат благонадеждни. |